# Valley Springs (Arkansas)
Valley Springs es un pueblo ubicado en el condado de Boone en el estado estadounidense de Arkansas. En el Censo de 2010 tenía una población de 183 habitantes y una densidad poblacional de 133,57 personas por km².

## Geografía
Valley Springs se encuentra ubicado en las coordenadas 36°9′15″N 92°59′24″O / 36.15417, -92.99000. Según la Oficina del Censo de los Estados Unidos, Valley Springs tiene una superficie total de 1.37 km², de la cual 1.37 km² corresponden a tierra firme y (0%) 0 km² es agua.

## Demografía
Según el censo de 2010, había 183 personas residiendo en Valley Springs. La densidad de población era de 133,57 hab./km². De los 183 habitantes, Valley Springs estaba compuesto por el 95.63% blancos, el 0.55% eran afroamericanos, el 1.09% eran amerindios, el 0% eran asiáticos, el 0% eran isleños del Pacífico, el 0% eran de otras razas y el 2.73% pertenecían a dos o más razas. Del total de la población el 3.83% eran hispanos o latinos de cualquier raza.